# NASA AD-1
AD-1
主翼を傾斜して飛行するAD-1
- 分類：実験機
- 設計者：バート・ルータン
- 製造者：Ames Industrial Co.
- 初飛行：1979年12月21日
- 退役：1982年8月
- 運用状況：退役
- ユニットコスト：$240,000

NASA AD-1は実験用航空機であり、この航空機を用いて1979年から1982年にかけてカリフォルニア州エドワードドライデン飛行研究センターで実施された飛行試験計画の名称でもある。
他に類を見ない斜め翼の主翼は飛行中に0度から60度まで角度を変えることができ、小型の亜音速ジェット動力研究機であるAD-1 (Ames Dryden-1)で実証飛行が実施された。航空機は研究計画中に79回飛行して回転式主翼の概念と飛行特性と回転角度による空気力学的な特性に関する知見をもたらした。

## 計画の背景
最初に傾斜翼の設計が知られたのは1942年にリヒャルト・フォークトによって設計されたBlohm & Voss P.202である。
傾斜翼の概念は後にカリフォルニア州モフェットフィールドにあるNASAのエイムズ研究センターの航空技術者であるRobert Thomas Jones によって広まった。
エイムズでの分析と風洞実験によりJonesは輸送機の大きさの傾斜翼の航空機の飛行速度はマッハ1.4(音速の1.4倍)までは通常の主翼の航空機よりも空気力学的な性能が優れている事が判明した。
亜音速と超音速での高速時に高速での性能を上げる目的で主翼は航空機の胴体に対して60度まで傾斜する。調査ではこれらの角度は空気抵抗を低減して同じ燃料で速度と航続距離を向上する事が示された。
離陸時と着陸時の低速では揚力と操縦性を最大限にもたらすために主翼は通常の航空機のように胴体に固定される。航空機の速度が上がると主翼は傾斜する事で空気抵抗と燃料消費を減らす。主翼は右方向のみに傾斜する。

## 航空機

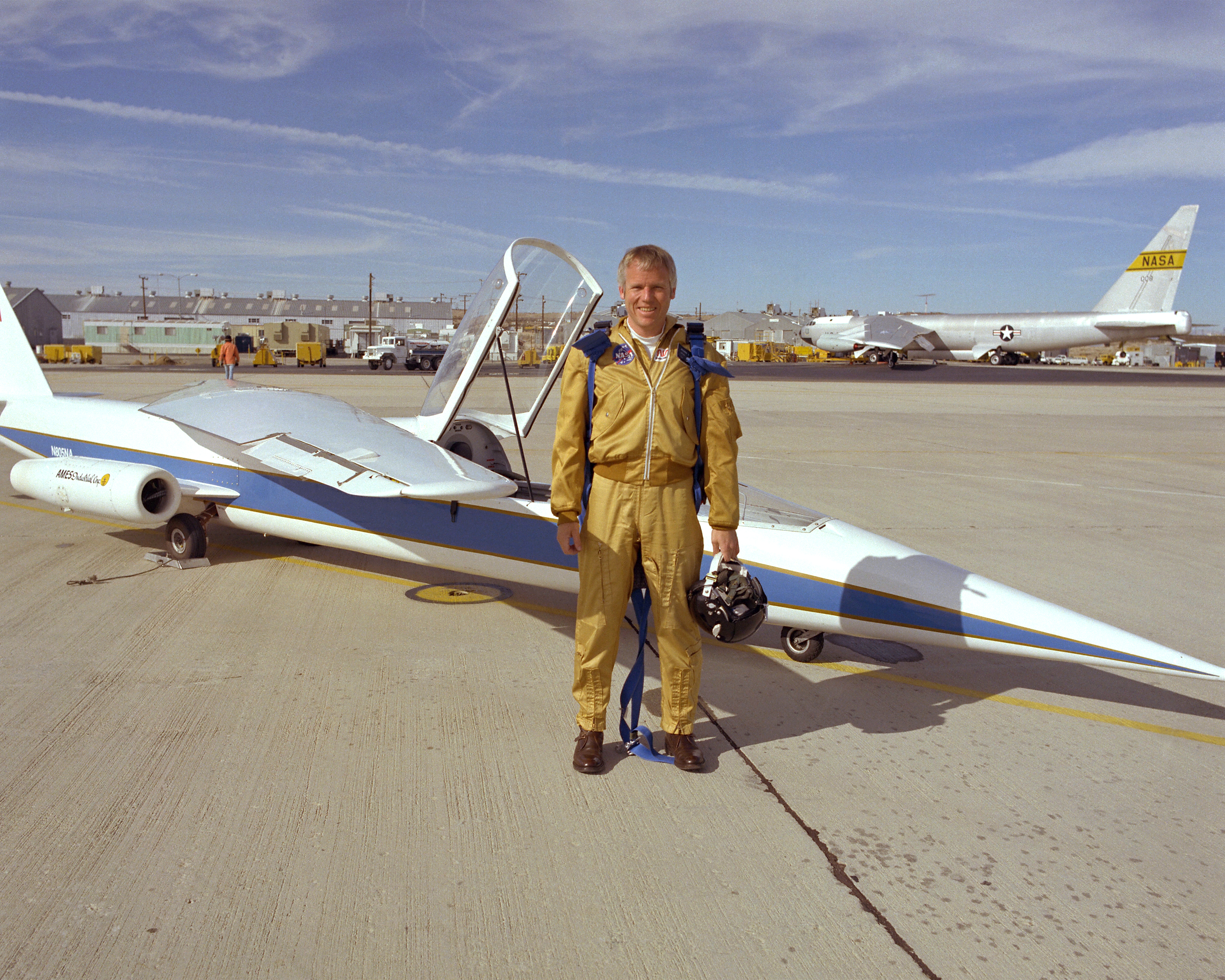
AD-1と操縦士のRichard E. Gray

AD-1は1979年2月にドライデンへ納入された。Ames Industrial Co.は$240,000 USD未満の固定価格で契約した。
動力は2基のMicroturbo TRS18-046 ターボジェットエンジンでそれぞれの推力は海面高度で静止時に220 poundsで航空機の速度は安全のためにおよそ170 mphに制限された。(これらは実質的にBD-5Jのエンジンと同じだった)。
AD-1は全長38.8フィート (11.8 m)、翼幅は通常時に32.3フィート (9.8 m)で、機体は強化プラスチック繊維（FRP）製だった。グロス重量は2,145ポンド、空虚重量は1,450ポンドだった。

## 飛行実験

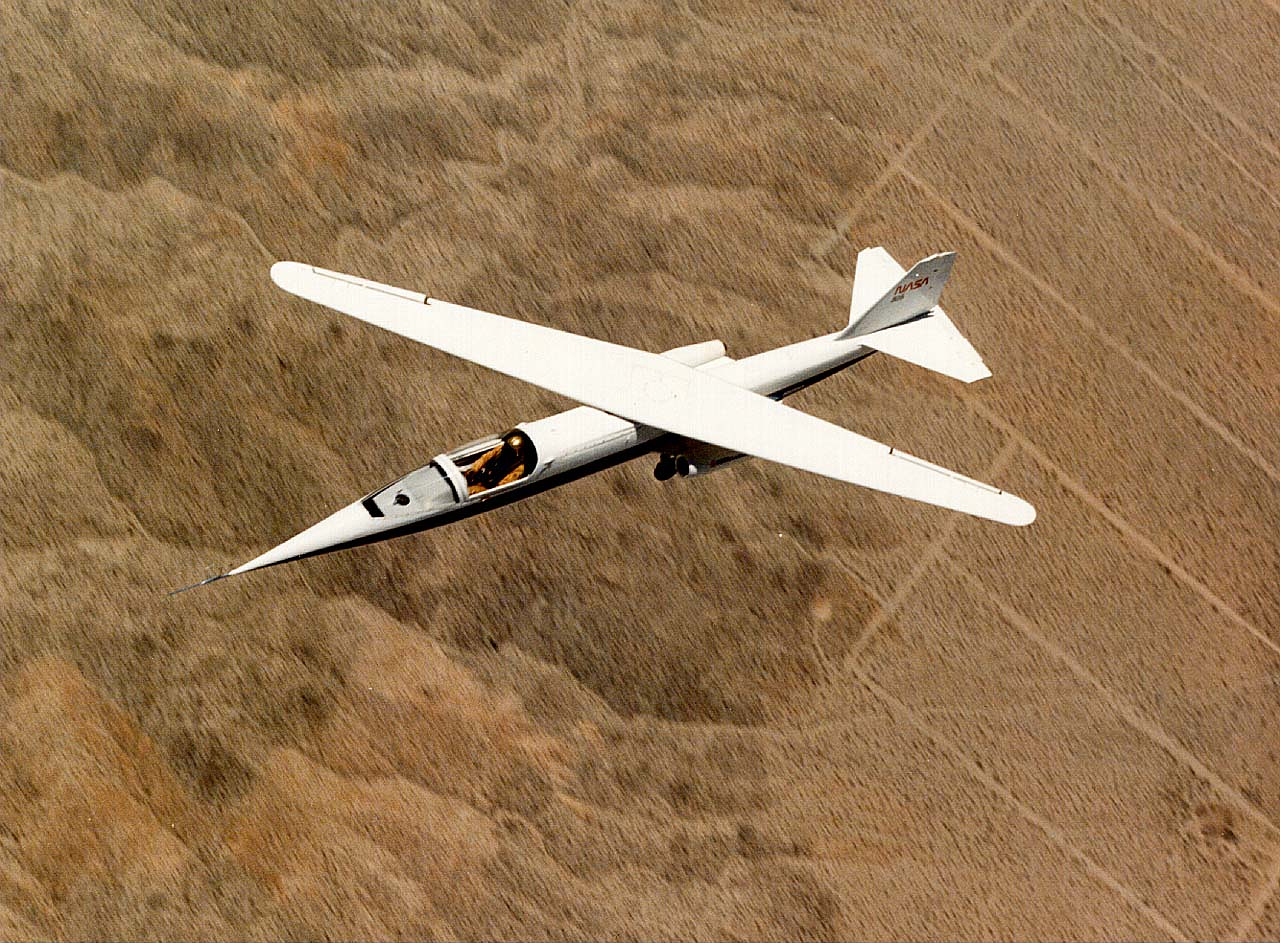
上からの眺め

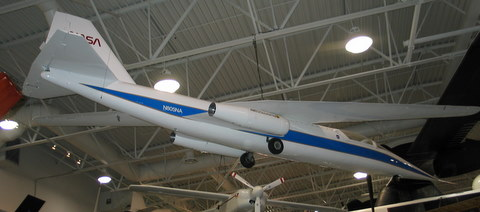
ヒラー航空博物館で展示されるNASA AD-1

AD-1の初飛行は1979年末だった。翼は18ヶ月かけて徐々に傾けられ1981年の半ばに60°に達した。航空機は翌年も飛行を継続して1982年8月の最終飛行までに多様な速度域と角度でのデータをもたらした。
AD-1の最終飛行はドライデンではなかったが、実験航空機協会 (EAA)のウィスコンシン州オシュコシュのオシュコシュ航空ショウでの8回の実演飛行だった。
試験計画の完了後、AD-1は引退してカリフォルニア州サンカルロスのヒラー航空博物館に展示された

## 仕様
- 乗員: 1 (操縦士)
- 全長: 38 ft 10 in (11.83 m)
- 翼幅: 32 ft 4 in (9.85 m) 通常時
- 傾斜時の翼幅: 16 ft 2 in (4.93 m) 60°後退角
- 全高: 6 ft 9 in (2.06 m)
- 翼面積: 93 sq ft (8.6 m2)
- 翼型: NACA 3612-02, 40
- 空虚重量: 1,450 lb (658 kg)
- グロス重量: 2,145 lb (973 kg)
- 燃料容量: 80 US gallons (300 l)
- 動力: 2 × Microturbo TRS 18 ターボジェット, それぞれの推力220 lbf (0.98 kN)

性能
- 最高速度: 200 mph (322 km/h; 174 kn)
- 巡航高度: 12,000 ft (3,700 m)

出典Linehan 2011